# Eulasia ernae
Eulasia ernae es una especie de coleóptero de la familia Glaphyridae.

## Distribución geográfica
Habita en Turquía.